# 大克雷韋迪亞鄉
44°26′N 25°38′E / 44.433°N 25.633°E
大克雷韋迪亞鄉（羅馬尼亞語：Comuna Crevedia Mare, Giurgiu），是羅馬尼亞的鄉份，位於該國南部，由久爾久縣負責管轄，面積35平方公里，海拔高度99米，2007年人口4,933，人口密度每平方公里140人。